# جيمي دونكان
جيمي دونكان (بالإنجليزية: Jimmy Duncan)‏ (10 ديسمبر 1930 - 1 ديسمبر 2014) هو لاعب كرة قدم بريطاني في مركز الهجوم. لعب مع دندي يونايتد ونادي سانت ميرين ونادي سترنرير ‏ ونادي ألبيون روفرز.

## وصلات خارجية
- جيمي دونكان على موقع قاعدة بيانات كرة القدم.إي يو (الإنجليزية)